# Liste der Naturdenkmale in Adelmannsfelden
| Naturdenkmale | Anzahl |
| ------------- | ------ |
| FND           | 4      |
| END           | 7      |
| Gesamt        | 11     |

Die Liste der Naturdenkmale in Adelmannsfelden nennt die verordneten Naturdenkmale (ND) der im baden-württembergischen Ostalbkreis liegenden Gemeinde Adelmannsfelden. In Adelmannsfelden gibt es insgesamt elf als Naturdenkmal geschützte Objekte, davon vier flächenhafte Naturdenkmale (FND) und sieben Einzelgebilde-Naturdenkmale (END).
Stand: 31. Oktober 2016.

## Flächenhafte Naturdenkmale (FND)
| Name                             | Bild | Kennung     | Einzelheiten    | Position | Fläche Hektar | Datum |
| -------------------------------- | ---- | ----------- | --------------- | -------- | ------------- | ----- |
| Buchenweiher                     | BW   | 81360030007 | Adelmannsfelden | ⊙        | 1,2           |       |
| Eichengruppe am alten Steinbruch | BW   | 81360030003 | Adelmannsfelden | ⊙        | 0,0           |       |
| Weiher beim Ottenhof             | BW   | 81360030008 | Adelmannsfelden | ⊙        | 0,4           |       |
| Weiher in der Spitzklinge        | BW   | 81360030009 | Adelmannsfelden | ⊙        | 0,5           |       |
| Legende für Naturdenkmal         |      |             |                 |          |               |       |

## Einzelgebilde (END)
| Name                                      | Bild | Kennung     | Einzelheiten    | Position | Fläche Hektar | Datum |
| ----------------------------------------- | ---- | ----------- | --------------- | -------- | ------------- | ----- |
| Linden in Mittelwald                      | BW   | 81360030004 | Adelmannsfelden | ⊙        | 0,0           |       |
| Linden in Vorderwald                      | BW   | 81360030005 | Adelmannsfelden | ⊙        | 0,0           |       |
| 1 Birnbaum südwestl. Vorderwald           | BW   | 81360030006 | Adelmannsfelden | ⊙        | 0,0           |       |
| 1 Esche in Hirschberg                     | BW   | 81360030012 | Adelmannsfelden | ⊙        | 0,0           |       |
| 1 Linde bei Dollishäusle                  | BW   | 81360030010 | Adelmannsfelden | ⊙        | 0,0           |       |
| 1 Winterlinde in Hirschberg               | BW   | 81360030011 | Adelmannsfelden | ⊙        | 0,0           |       |
| 3 Linden, 1 Ulme, 1 Ahorn im Schloßgarten | BW   | 81360030001 | Adelmannsfelden | ⊙        | 0,0           |       |
| Legende für Naturdenkmal                  |      |             |                 |          |               |       |